# Zahrádky u České Lípy
Zahrádky (deutsch Neugarten, auch Neuschloss) ist eine Gemeinde des Okres Česká Lípa in der Region Liberec im Norden Tschechiens. Sie liegt im Tal des Robečský potok (Robitzer Bach), etwa fünf Kilometer südlich von Česká Lípa (Böhmisch Leipa).
Durch den Ort verläuft die Fernstraße Silnice I/9 von Prag zur deutschen Grenze bei Rumburk (Rumburg). Der Bahnhof Zahrádky liegt an der Nordböhmischen Transversalbahn Lovosice–Česká Lípa.

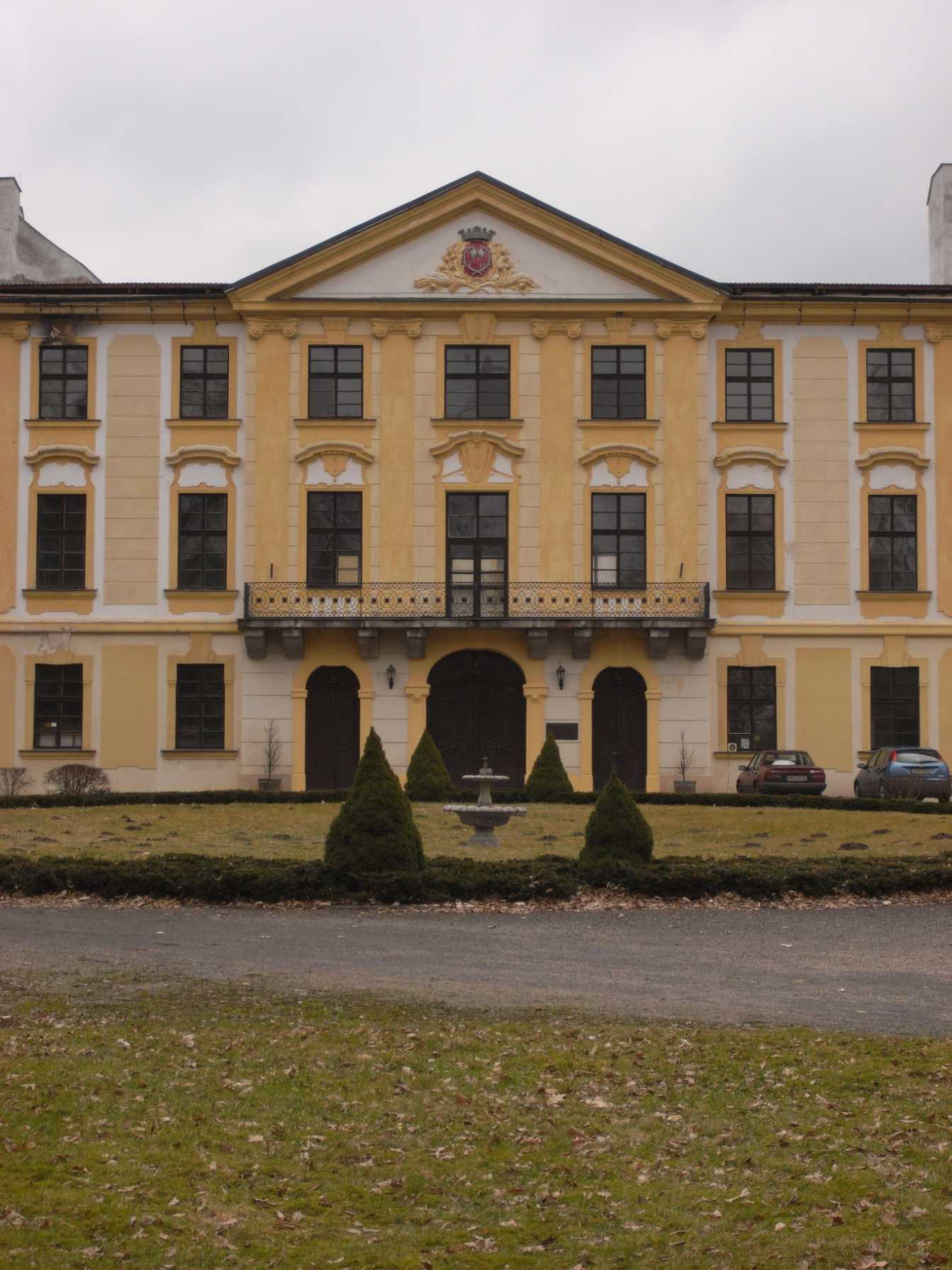
Neuschloß in Zahrádky, Mittelrisalit

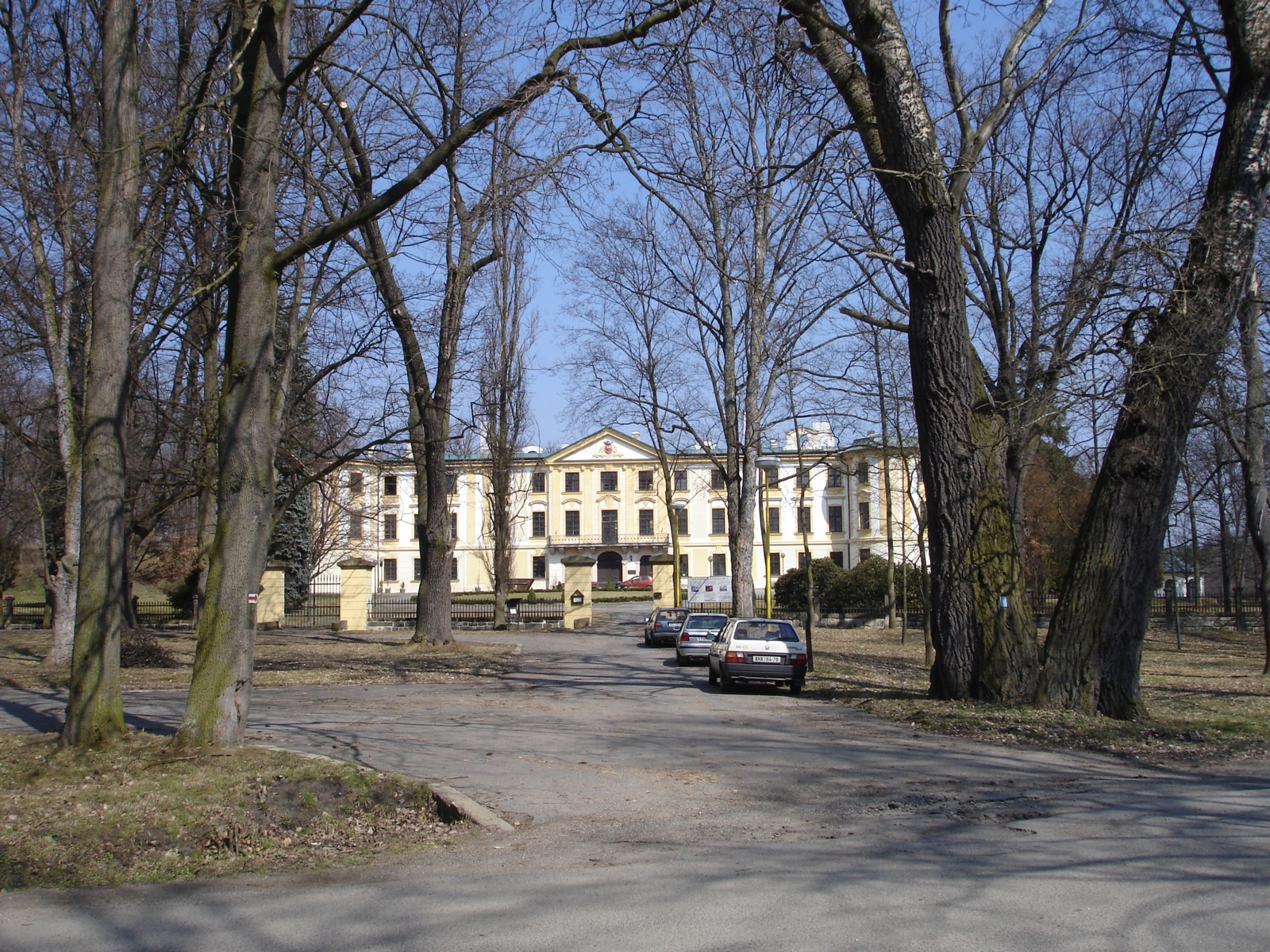
Schloss Zahradky

## Geschichte
Neugarten / Zahrádky wurde urkundlich erstmals im Stadtbuch von Weißwasser für das Jahr 1376 erwähnt. Es lag im altböhmischen Leitmeritzer Kreis und gehörte zur Herrschaft Neuschloss, die im 16. Jahrhundert an die Herren Berka von Dubá gelangte und anschließend den Herren von Wartenberg gehörte. Nach der Schlacht am Weißen Berg wurde die Herrschaft Neuschloss durch den Landesherrn eingezogen und an Albrecht Wenzel Eusebius von Waldstein (Wallenstein) verliehen, der sie seinem Herzogtum Friedland eingliederte. Nach Wallensteins Tod 1634 wurde das Gebiet Wallensteins Witwe Isabella zugesprochen. Wenig später gelangte Neugarten in den Besitz der Grafen Kaunitz.
Ab Mitte des 19. Jahrhunderts gehörte Neugarten zum Gerichtsbezirk Böhmisch Leipa im Bezirk Böhmisch Leipa. Nach dem Ersten Weltkrieg wurde das Gebiet in die neu gegründete Tschechoslowakei eingegliedert. Nach dem Zweiten Weltkrieg wurden die deutschen Bewohner vertrieben.

## Gemeindegliederung
Die Gemeinde Zahrádky besteht aus den Ortsteilen Zahrádky (Neugarten), Borek (Regersdorf) und Šváby (Schwaben). Grundsiedlungseinheiten sind Borek, Karasy (Karsch), Šváby und Zahrádky.
Das Gemeindegebiet gliedert sich in die Katastralbezirke Šváby und Zahrádky u České Lípy.

## Sehenswürdigkeiten

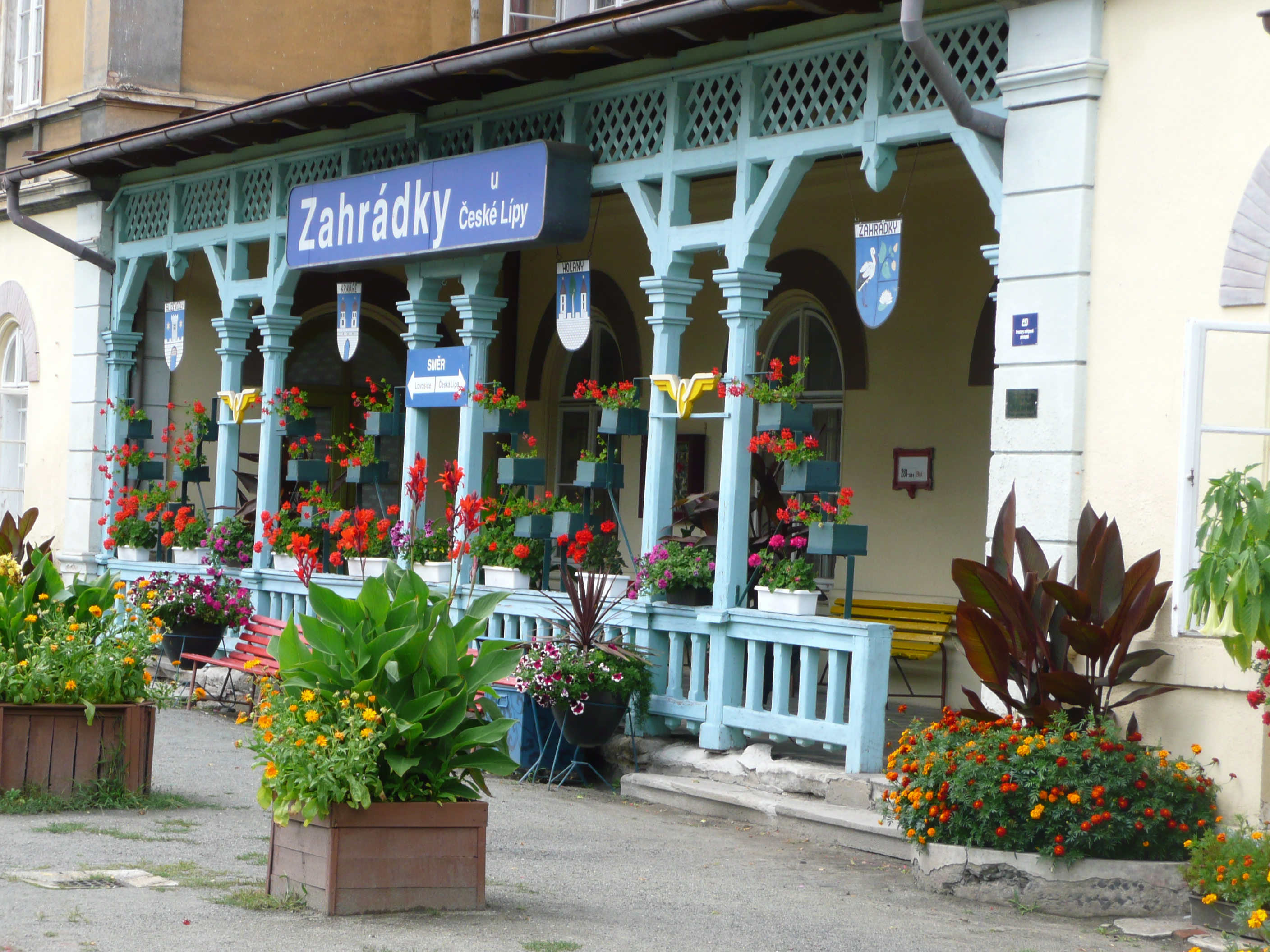
Bahnhof von Zahradky

- Nový Zámek (Neuschloß), Renaissanceschloss mit Englischem Park (2003 durch Brand zerstört, zur Zeit Wiederaufbau)
- Kapelle St. Barbara, an Stelle des wüsten Ortes München (Mnichov), mit der Gruft der Herren von Kaunitz
- Naturschutzgebiet Peklo (Höllengrund, auch Karbenschlucht), ein romantisches Felsental
- Naturschutzgebiet Novozámecký rybník (Hirnsener Großteich), Vogelschutzgebiete mit der Novozámecká průrva (Hirnsener Schlucken), einem 175 m langen steinernen Abflusskanal
- Mnichovská průrva (Münchner Schlucken), ein weiterer kleinerer Schlucken
- Umgebindehäuser

## Söhne und Töchter des Ortes
- Josef Neuwirth (1855–1934), böhmisch-österreichischer Kunsthistoriker